# Akira Toshima
Akira Toshima (født 4. oktober 1991) er en japansk fodboldspiller, som spiller for den japanske fodboldklub Yokohama FC.